# Johann Georg Schanzlin

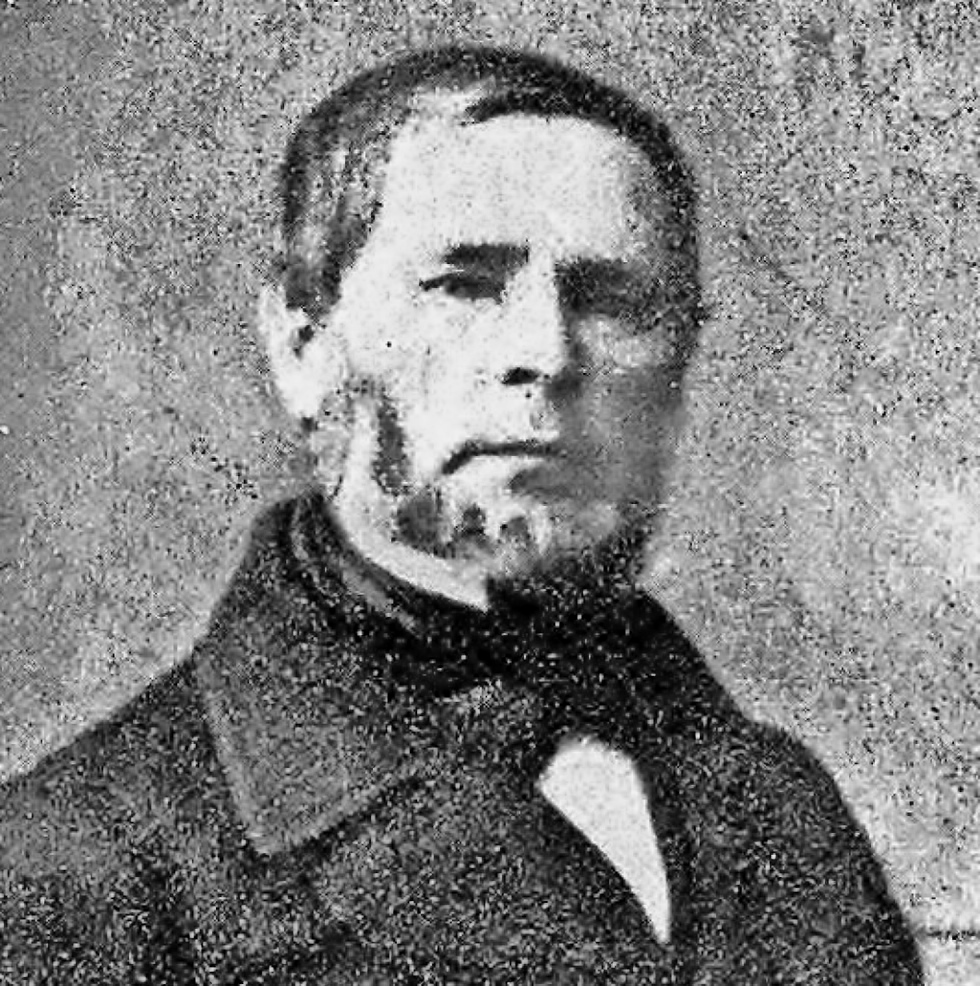
Johann Georg Schanzlin

Johann Georg Schanzlin (* 31. Juli 1810 in Kandern; † 14. Oktober 1881) war ein badischer Politiker, Bürgermeister und Unternehmer, der mehrfach in die 2. Kammer der Badische Ständeversammlung gewählt wurde. Er gilt als Haupt der konterrevolutionären Bewegung 1848/49 im badischen Oberland.

## Leben
Schanzlin war das vierte Kind des Sägemühlenbesitzers und Bürgermeisters Johann Georg Schanzlin (1777–1848) und dessen Ehefrau Maria Barbara, geb. Anklin.
1835 heiratete er Maria Barbara Kittler (1811–1882) aus Auggen, mit der er neun Kinder hatte. Sein lokaler politischer Widerpart, Johann Jakob Kammüller, heiratete Anna Maria Kittler, die Schwester von Maria Barbara.
Schanzlin führte die väterliche Sägemühle in Kandern weiter und eröffnete dort 1833 zusätzlich eine Bleiche.
1834 wird Schanzlin als Gründungsmitglied des Gesang- und Musikvereins Kandern genannt. 1838 wirkte er im örtlichen Gewerbeverein als Bibliothekar.
Von 1840 bis 1844 war Schanzlin Bürgermeister von Kandern und erließ 1842 eine Feuerlösch-Ordnung. 1844 wurde er von seinem Schwager Johann Jakob Kammüller als Bürgermeister abgelöst. Dieser trat nach der Niederschlagung des Struve-Putsches 1848 zurück, da seine Stellung als Sympathisant der Republikaner unhaltbar geworden war und Schanzlin wurde wieder Bürgermeister bis 1859.

### Im Landtag 1842/43
Nachdem Großherzog Leopold am 19. Februar 1842 die badische Ständeversammlung aufgelöst hatte (→ siehe #Exkurs Urlaubsverweigerung), kandidierte Schanzlin im Ämterwahlbezirk A8 (Wahlbezirk der Ämter Schopfheim und Kandern) und wurde bei der indirekten Wahl vom 15. April 1842 mit 35 der 56 Stimmen der Wahlmänner erstmals in die zweite Kammer der badischen Ständeversammlung gewählt. Zuvor hatte diesen Sitz seit 1835 der republikanisch gesinnte Johann Michael Scheffelt aus Steinen.
Bei den Wahlen zum 11. badischen Landtag 1843 unterlag Schanzlin dem aus Kandern stammenden Freiburger Fabrikanten und Sozialreformer Carl Mez mit 38 zu 20 Stimmen. Mez behielt den Landtagssitz bis 1849.

#### Exkurs Urlaubsverweigerung
Nach den Wahlen zur zweiten Kammer des badischen Ständerates 1841 verweigerte die großherzogliche Regierung den gewählten Abgeordneten der Wahlkreise Bonndorf (Gerhard Adolf Aschbach) und Kenzingen (Joseph Ignatz Peter) die Beurlaubung zur Teilnahme an den Ständeratssitzungen. Beide waren als Beamte in Staatsdiensten, aber bekannt für ihre liberale Haltung. Die zweite Kammer protestierte mehrfach gegen diese Behinderung. Der Großherzog veröffentlichte am 5. August 1841 ein Manifest, in dem er die Kammer rügte und auf seinem Recht der Urlaubsverweigerung nach seinem Belieben bestand.
Die beiden gewählten Abgeordneten wurden von der Regierung zum Rücktritt gedrängt und der Großherzog ordnete für die beiden Bezirke Ersatzwahlen an. Am 18. Februar 1842 kam es in der zweiten Kammer zu einer heftigen Diskussion über die Gültigkeit einer Ersatzwahl und im Anschluss über einen durch Johann Adam von Itzstein eingebrachten Antrag, das Manifest des Großherzogs zurückzuweisen und das Recht auf Urlaubsverweigerung zu bestreiten, der mit 31 zu 26 Stimmen angenommen wurde. Zu den 31 Befürwortern von Itzsteins Antrag gehörte auch der Abgeordnete Scheffelt. Nach diesem Beschluss der zweiten Kammer vom 18. Februar löste der Großherzog am 19. Februar die Kammer einfach auf und schickte die Abgeordneten nach Hause. «Nun erlebte Baden einen Wahlkampf, wie es ihn bis dahin nicht gesehen hatte. Erstmals wurden auch die Urwähler umworben. Die „Einunddreißiger“ zogen mit der Parole über Land, dass Blittersdorf fallen müsse; die Regierung wirkte über die Administration nach Kräften dagegen, ohne eine Niederlage verhindern zu können.» Immerhin konnte die Regierung im Ämterwahlbezirk A8 den erzkonservativen Schanzlin durchsetzen.

### Der Konterrevolutionär
Am 28. Mai 1848 gründete Schanzlin in Kandern einen regierungstreuen Vaterländischen Verein, dem sein Schwager Johann Jakob Kammüller 1849 einen demokratischen Volksverein entgegenstellte. Am 29. Oktober 1848 war dieser Verein auch bei einem landesweiten Treffen in Baden-Baden vertreten. Bereits am 22. Oktober leitete Schanzlin in Kandern ein Treffen zur Gründung des Oberländer Schutzvereins, bei dem sich etwa 500 Honoratioren der Region versammelten. Die Statuten des Vereins regelten auch eine paramilitärische Organisation, da die Mitglieder verpflichtet waren, sich auf eigene Kosten mit Waffen und Munition zu versehen und die Anwendung von Waffengewalt als gerechtfertigt angesehen wurde.
Nachdem im Mai 1849 die provisorische Revolutionsregierung die Regierungsgewalt im Großherzogtum Baden übernommen hatte, ignorierte Schanzlin Anordnungen dieser Regierung und einige Ortschaften verweigerten unter Führung von Schanzlin am 5. Juni 1849 den „Eid zum Gehorsam gegen die provisorische Regierung und auf die deutsche Reichsverfassung … .“ Die Gemeinderäte gaben zu Protokoll, dass sie die provisorische Regierung nicht für kompetent hielten den Eid abzunehmen, ansonsten würden sie schon einen Eid auf die Reichsverfassung ablegen. Erst am 23. Juni kam es zu einer weiteren Eskalation, als Regierungsbeamte beim Bürgermeister Schanzlin vergeblich Abgaben einforderten. Schanzlin organisierte daraufhin eine bewaffnete Wache vor seinem Haus, da er republikanische Übergriffe befürchtete. Der republikanische Hauptmann der Kanderner Bürgerwehr, Kümmich, duldete dies unter Bezug auf das Gewaltmonopol des Staates nicht und ließ die private Wache entwaffnen. Schanzlin fühlte sich nun in Kandern nicht mehr sicher und organisierte für den 24. Juni ein Treffen Gleichgesinnter – insbesondere Bürgermeister – in Binzen, um „gemeinschaftliche Maßregeln“ zu besprechen und anschließend nach Basel zu flüchten.
Am 24. Juni vormittags versammelten sich bei Riedlingen die Wehrmannschaften einiger Kandertäler Dörfer „vorgeblich um zu exerzieren, in der Tat aber, um gemeinschaftlichen Widerstand gegen die Gewaltmaßregeln, … wegen ihrer Weigerung, an dem Aufruhr sich zu beteiligen, … zu organisieren oder zu verabreden.“ Auch „… im Markgräflerland plante man gleichfalls eine Gegenrevolution, wie in Mannheim.“
Diese Mannschaften (1. Aufgebot) widersetzten sich dem Aufruf der provisorischen Regierung zum Zuzug zur Volkswehr in Freiburg. Um den Aufruf durchzusetzen, sandten die Freiburger Revolutionsbehörden eine Exekutionstruppe in das Kandertal. Diese Truppe in Stärke von 150 Mann bestand hauptsächlich aus Mannschaften der Freiburger Bürgerwehr und stand unter dem Befehl von Feliks Raquillier. Während ein Teil der Exekutionstruppe unter Raquillier von Efringen auf Binzen zog, nahm der zweite Teil die Route von Schliengen nach Riedlingen. Hier war von den Revolutionsbehörden ein Wiener namens Kellener als Hauptmann eingesetzt. Nach Schanzlins Aussage kam er „unglücklicher Weise gerade in der gleichen Zeit“ auf dem Weg nach Binzen in Riedlingen an, zu der auch die Exekutionstruppen dort eintrafen. Hauptmann Kellener forderte die in Riedlingen versammelten Wehrmänner auf, ihre Waffen niederzulegen. Als dem nicht Folge geleistet wurde, erteilte er seinen Leuten zuletzt den Befehl zum Feuern, … . In dem folgenden Feuergefecht (→ Gefecht bei Riedlingen 1849) wurden Kellener und der Wehrmann F. Silbereisen aus Holzen getötet, worauf die Exekutionstruppen sich zurückzogen.
Schanzlin setzte seine Kutschfahrt nach Binzen fort, wo er vom ersten Teil der Exekutionstruppen unter Raquillier gefangen genommen wurde. Raquillier war durch einen reitenden Boten bereits von den Vorgängen bei Riedlingen informiert worden und verdächtigte Schanzlin, den Widerstand bei Riedlingen angeführt zu haben.
Schanzlin und andere Gefangene wurden von Binzen zunächst in das Amtsgefängnis in Lörrach verbracht und in der Nacht nach Kandern geführt. Dabei wurde Schanzlin mit einem Strick um den Hals an einen Wagen gebunden. Am 25. Juni kam eine etwa 1000 Mann starke Exekutionstruppe bestehend aus dem zweiten Aufgebot Freiburgs nach Kandern, um den als konterrevolutionären Aufstand verstandenen Widerstand niederzuschlagen. Es kam zu keinen weiteren Kämpfen, da die lokalen Wehrmannschaften vor der Übermacht geflohen waren. Dem Exekutionskommando unter Karl von Rotteck wurden Übergriffe vorgeworfen. Am 26. Juni zog das Exekutionskommando mit Schanzlin und anderen Gefangenen nach Freiburg ab. Beim Marsch durch den Lieler Wald nach Schliengen fielen Schüsse, wobei unklar blieb, ob dies allenfalls ein Versuch war die Gefangenen zu befreien. Am 28. Juni wurden die Gefangenen in Freiburg dem Chef der provisorischen Revolutionsregierung Lorenz Brentano vorgeführt, der sich informell für eine kurze Untersuchung und ein alsbaldiges Todesurteil ausgesprochen haben soll. Das für den Abend geplante Standgericht wurde aufgrund mangelnder Beweislage zunächst auf den 29. Juni vertagt. An diesem Tage verkündeten die als Staatsanwälte fungierenden Republikaner Reich und Struve, dass eine Anklage wegen mangelhafter Ermittlungsergebnisse nicht erhoben werden könne. Es wurde eine Untersuchungskommission nach Kandern und Riedlingen gesandt, um den Sachverhalt zu klären. Nachdem diese Kommission am 1. Juli ohne verwertbare Ergebnisse zurückkam, wurden die Gefangenen durch Amand Goegg entlassen. Schanzlin reiste über das Elsass nach Basel, von wo er am 9. Juli heimkehrte.
Schanzlins jüngerer Bruder Georg Friedrich (1812–1849) wurde im Mai 1849 Zivilkommissar der Revolutionsregierung in Philippsburg.
Die Ironie des Schicksals wollte es, dass er am 20. Juni 1849 beim Versuch, über den Rhein zu entfliehen, von preußischen Truppen gefangen genommen und nach Germersheim verbracht wurde, wo er zwei Stunden später an den erlittenen Misshandlungen starb. „Es heißt, er war mit zwei Ketten gefesselt, zwischen zwei Husarenpferde gebunden und so im scharfen Trab über den Rhein nach Germersheim gebracht, … .“ Schanzlin wusste vermutlich am 24. Juni noch nichts von diesem Vorgang.

#### Exkurs Situation der Revolutionsregierung Mitte Juni 1849
Nach dem verlorenen Gefecht bei Waghäusel am 21. Juni 1849 mussten sich die Revolutionstruppen rasch aus Nordbaden auf die sogenannte Murglinie bei Rastatt – Gernsbach zurückziehen, um sich einer Einschließung durch die gegen sie aufgebotenen drei Armeekorps zu entziehen. Die Revolutionsarmee begann, sich langsam aufzulösen und die konterrevolutionären Kräfte in Mannheim und Karlsruhe versuchten den Rückzug zu behindern und nahmen Revolutionsführer gefangen.
Die badische verfassunggebende Versammlung von 1849 hielt ihre letzte Sitzung in Karlsruhe am 23. Juni 1849 ab. Sie verlegte dann aufgrund des Vorrückens der preußischen Truppen ihren Tagungsort nach Freiburg, nachdem eine Vereinigung der geflohenen Abgeordneten am 25. Juni in Offenburg gescheitert war.
Die militärischen Führer mussten um die freie Rückzugslinie in die Schweiz fürchten, wenn es in Oberbaden ebenfalls zu konterrevolutionären Aktionen käme. Franz Sigel plante die Reste seiner Armee bei Donaueschingen zu sammeln und mit den Kräften der südbadischen Volkswehren zu verstärken.

### Nach der Revolution
Im September 1849 erhielt Schanzlin „in Anerkennung seines muthigen und entschlossenen Auftretens und seiner treuen Hingebung für Recht und gesetzliche Ordnung zur Zeit des letzten hochverrätherischen Aufstandes die größere goldene Civilverdienstmedaille“ verliehen.
1850 kandidierte Mez nicht mehr und die vaterländischen Vereine stellten Schanzlin als Kandidaten auf. Schanzlin verlor die Wahl jedoch knapp mit 26 zu 28 Stimmen gegen den Schopfheimer Holzhändler Konrad Sutter.
Bei der Wahl 1851 wurde Schanzlin im benachbarten Lörracher Wahlkreis (A9) mit 36 zu 12 Stimmen gewählt. 1855 schied Schanzlin durch das Los aus dem Landtag aus und trat nicht mehr an. Der Lörracher Sitz ging an den ehemaligen Revolutionsteilnehmer Friedrich Rottra.
Als Parlamentarier wirkte Schanzlin in der Budgetkommission und engagierte sich für den Eisenbahnbau. Im Januar 1852 unterstützte Schanzlin die Abschaffung der Vereidigung des Militärs auf die Verfassung und die weitere Verlängerung des Kriegszustandes.
Am 4. Oktober 1856 war Schanzlin Teil einer Deputation des Amtsbezirks Lörrach, die in Freiburg dem großherzoglichen Hochzeitspaar (Friedrich I. ⚭ Luise von Preußen) huldigte.
1869 wurde Schanzlin mit dem Ritterkreuz II. Klasse des Ordens vom Zähringer Löwen geehrt, wobei es wiederum die Ironie des Schicksals mit sich bringt, dass am gleichen Tag auch der ehemalige Revolutionsteilnehmer Friedrich Rottra das Ritterkreuz erhielt.

## Schriften
- Mitteilungen aus persönlichen Erfahrungen über die Helden der Mai-Revolution. Felix Schneider, Basel 1849. Abgedruckt bei Theodor Scholz: Revolutionäre... Der Aufstand des Jahres 1849 und seine Folgen im Markgräflerland. Müllheim in Baden 1926, S. 60–79 Internet Archive